# John George Bartholomew
John George Bartholomew, född 22 mars 1860 i Edinburgh, Skottland och död 14 april 1920 i Sintra, Portugal, var en skotsk kartograf. Han är känd för sina kartor över Skottland och The Times Atlas of the World, som publicerades året efter hans död.

## Biografi
John George Bartholomew var äldste son till John Bartholomew jr. och Annie McGregor. Han studerade vid Royal High School i Edinburgh. Bartholomew var med och grundade Royal Scottish Geographical Society. 1889 övertog han firman John Bartholomew & Son som hans farfar hade etablerat.

## Priser och utmärkelser
- 1884 – Hederssekreterare vid Royal Scottish Geographical Society, Edinburgh
- 1888 – Medlem av Royal Geographical Society
- 1909 – Hedersdoktor vid Edinburghs universitet.[2]